# 北哈毛
19°39′0″N 70°37′0″W / 19.65000°N 70.61667°W
北哈毛（西班牙語：Jamao Al Norte），是多明尼加共和國的城鎮，位於該國北部，由艾斯派亞省負責管轄，面積115.48平方公里，2012年人口42,953，該鎮人口密度每平方公里370人。